# スーペルストラーダ
スーペルストラーダ(伊: Superstrada)とは、アウトストラーダの規格を満たさないが、それに類似した種別の道路のイタリアにおける俗称である。主に欧州諸国で、イタリア以外でもそれぞれの国ごとの呼び方で用いられている道路種別のひとつである。スーペルストラーダは、多くの場合、進行方向ごとに分かれた車道を持ち(上下線分離道路(英: Dual carriageway))、交差点を持たない、自動車専用道路の一種である。スーペルストラーダの規格は国ごとに異なるが、一般的には高速道路の規格より緩い。

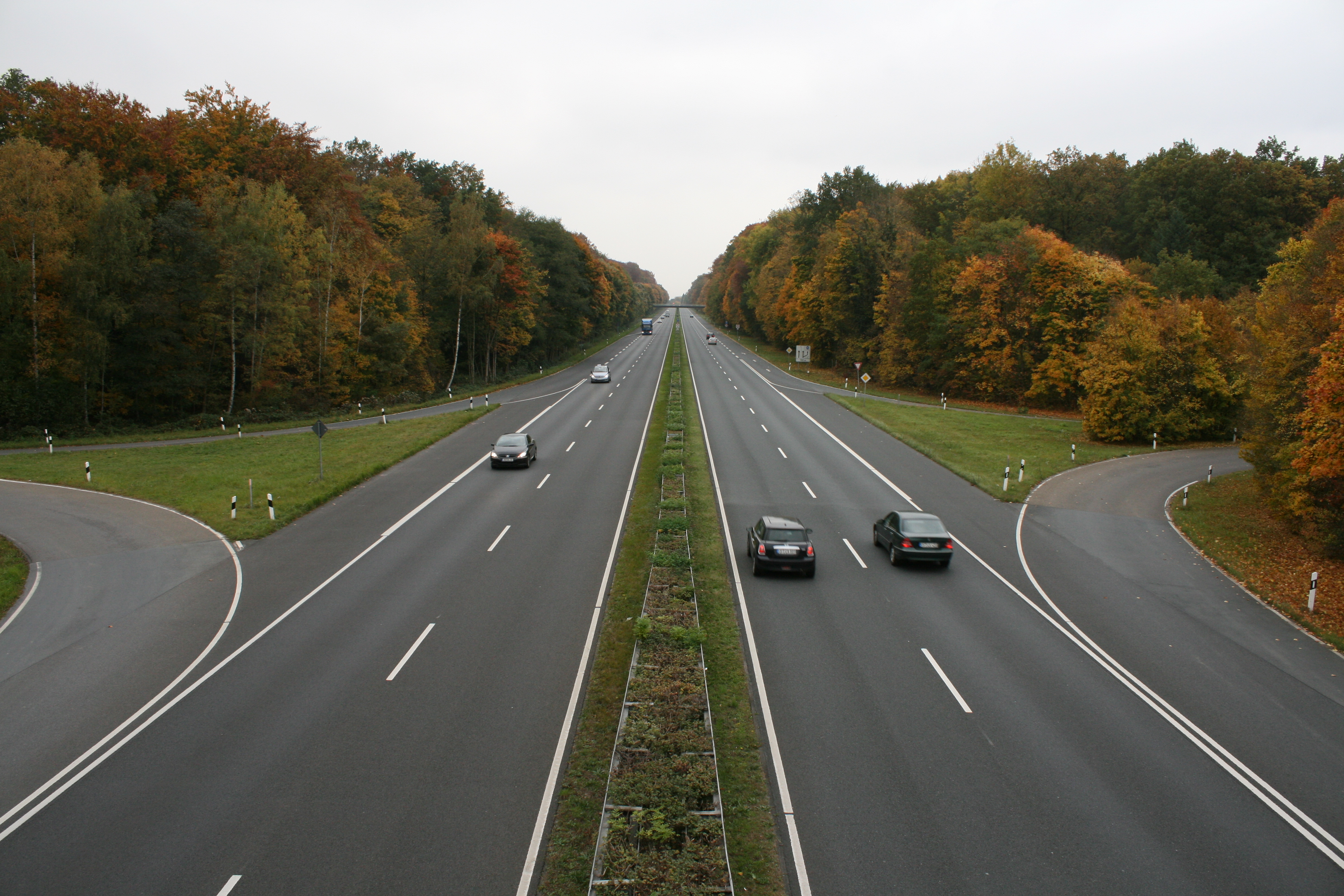
ドイツのスーペルストラーダ

## 特徴

### ウィーン条約

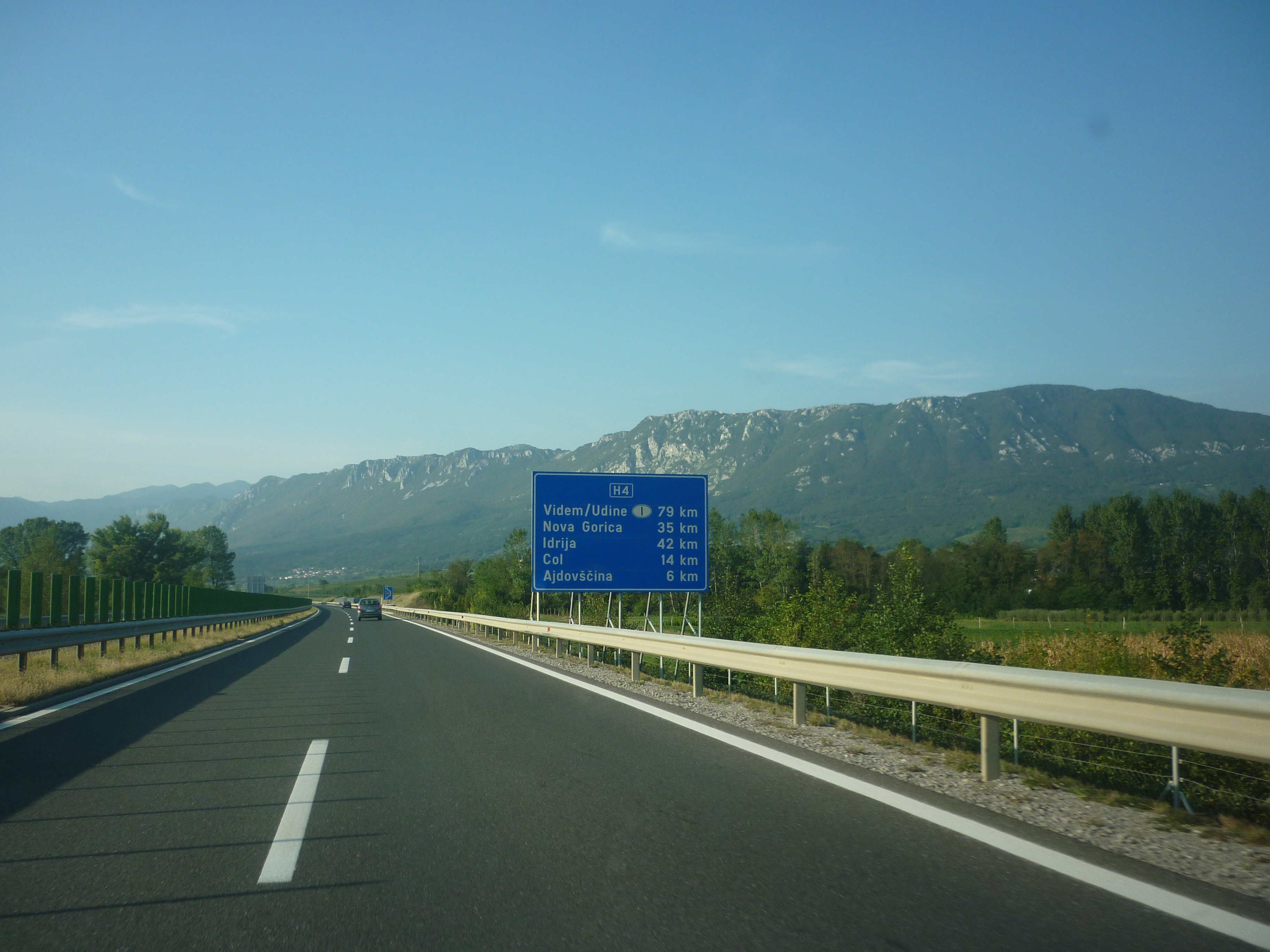
スロヴェニアのスーペルストラーダ H4

世界のほとんどの国が批准している1968年の道路標識及び信号に関するウィーン条約にはスーペルストラーダについての明示的な定義はないが、自動車専用道路の標識は提示されている。その標識は、自動車を正面から見た図柄で、条約で規定された背景色は青か緑である。これは自動車専用道路を示しており、その交通規則は高速道路の規則と同じである。本条約によれば、これらの道路では、補助標識による明示的な例外を除いて、道路に面した店舗等の施設を持たない。

### 道路構造による分類
スーペルストラーダは、交通量、道路建設費用、地域、などにより、種々の構造で建設されている。自動車専用道路のため、2+1型のいくつかの事例を除き、他の道路とは立体交差になっている。緊急車線は必ずあるわけではない。

#### 1+1型と2+2型のスーペルストラーダ
もっとも一般的なスーペルストラーダは、1+1型と2+2型である。1+1型は上下線非分離の片側1車線の道路であり、2+2型はガードレールか分離帯により上下線を分離した片側2車線の道路である。

#### 3車線型と2+1型のスーペルストラーダ

中央車線が双方向に使われるスーペルストラーダ

中央車線を交互に追い越し車線として用いる3車線型スーペルストラーダ

前述の上下線非分離と上下線分離のスーペルストラーダに加えて、別の型のスーペルストラーダがある。それは3車線型である。この形態のスーペルストラーダは、3車線の双方向通行であり、これには3つの形態がある。
- 形態1: 中央車線を双方向の追い越し車線として使う形態 - 3つの車線の間の車線境界線は破線であり、中央車線は双方向の追い越し車線として使われるものである。この形態は危険性が高いためすぐに廃止された。
- 形態2: 中央車線をリバーシブルレーンとして使う形態 - 3つの車線の間の車線境界線は破線であり、中央の車線の使用は電光標識（リバーシブルレーンの信号灯）により規制される。緑の矢印が表示されている時には、その車線は通行でき、一方、赤いX印が表示されている時には、その車線は反対向きの車両が使えることを示している。この形態では、中央車線は必要に応じて動的に使われる。
- 形態3: 一方は1車線、他方は2車線の道路とする形態 - ふたつの進行方向の1車線と2車線の間に二重の実線を表示することで分離する方式。

上記形態3の中央線の部分を物理的な障壁により分離した形態が2+1型であり、スウェーデン(2+1-väg)とアイルランド(3型2車道)がこれに該当する。

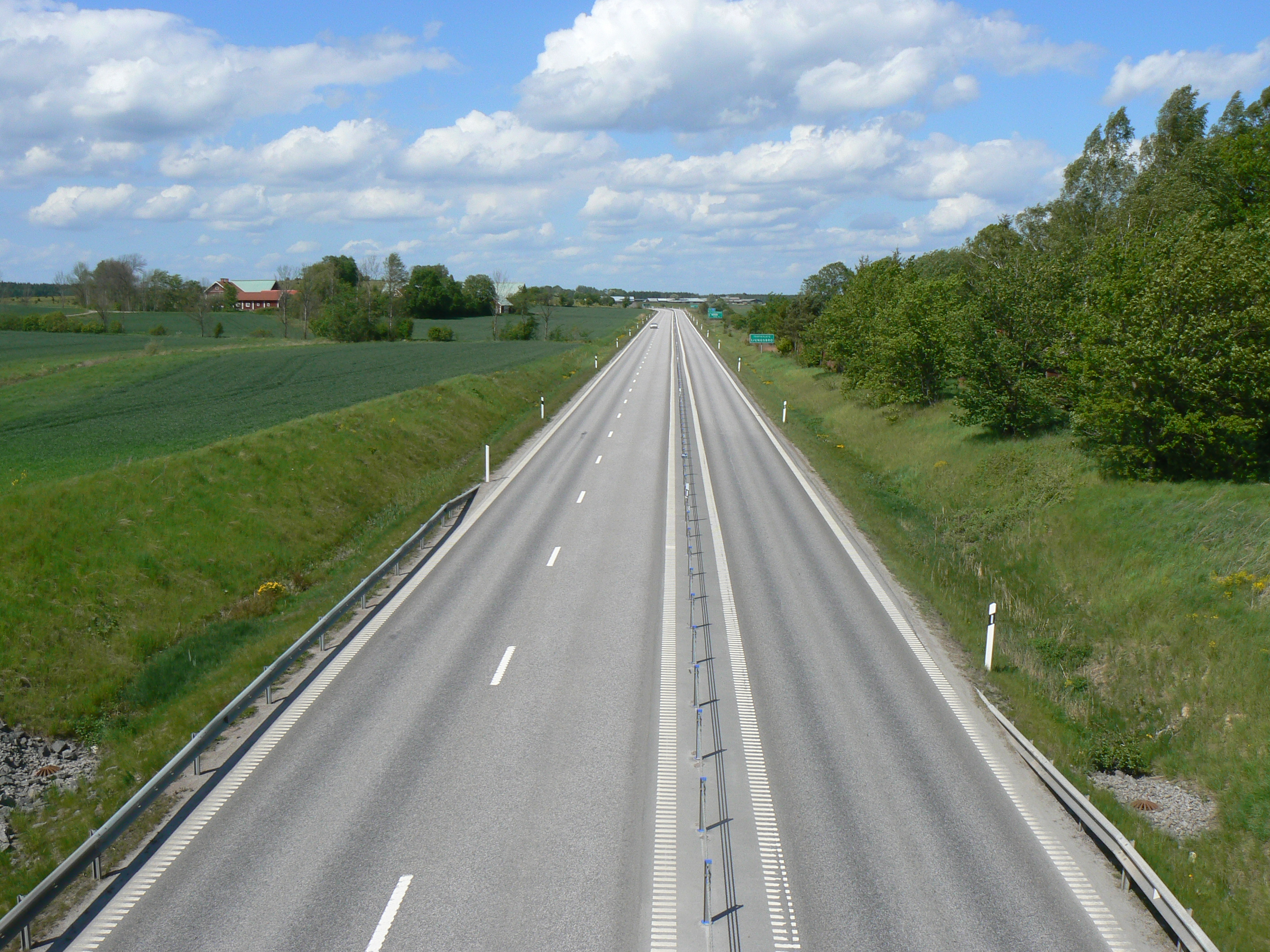
ガードレールで分離されたスウェーデンの2+1型スーペルストラーダ

追い越し車線は上下線交互に2キロメートル(以下 km と表記する)程度ごとに造られる。すなわち、1車線部分と2車線部分が交互に存在し、2車線部分を走行する時に、先行車を追い越すことができる。アイルランドの2+1型の道路の幅員は約14メートル(以下 m と表記する)である。
他の道路との接続箇所は限られ、通常はランプであるが、稀にラウンドアバウトのこともある。2+1型により、高い安全性と大量の交通量(1日あたり14,000台)を両立することができ、特に既存の道路の改造費用を大幅に節約できる。
実際この形態は、交通量が少ない場合には、高価な2+2型スーペルストラーダや高速道路の建設、および上下線間を物理的に分離しない危険なスーペルストラーダの建設、の両方に対する有効な代替手段であり、スウェーデンでは2+1型道路の事故は、物理的な分離帯のない道路に対して約55パーセント少ない。1990年からこの形のスーペルストラーダを最初に建設してきたスウェーデンには、2005年時点で約1500 km の2+1型スーペルストラーダがある。

### 標識と交通規制

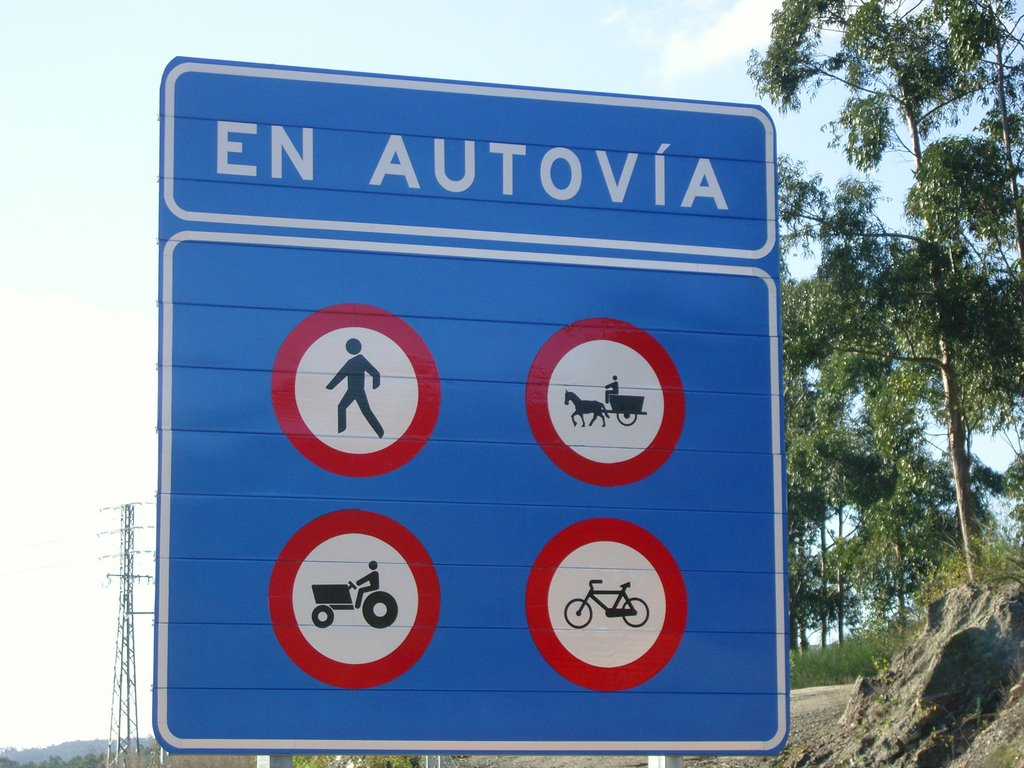
スペインの高速道路入り口に配置された道路標識 - 進入が許可されていないカテゴリが表示されている

スイス、フィンランドなどの国では、スーペルストラーダ上の標識は、高速道路上の標識と同じ色であり、一方、イタリア、フランスなどの国では、一般道上の標識と同じ色を使っている。高速道路と同様に、欧州のスーペルストラーダの入口には開始の標識、そして出口には終了の標識があり、各国の交通法でのこの道路上の禁止事項と運転規則を示唆している。欧州のそれらのすべての国において、この標識は乗用車を前面から見た絵であり、背景色と同様に国によって細かな違いはある。
この標識は、通行できるのは自動車のみである事を示している。各国の規則に基づいて、高速道路を走行する場合の交通規則を遵守しなければならないことを意味する場合もある(Uターンの禁止など)。

### 欧州諸国の規定概要
スーペルストラーダは、ほとんどの欧州諸国で施行されている規則では、高速道路として分類されておらず、高速道路に類似した特性を持つ道路としての分類を規定している。特定の道路種別に類別することができるようにするための道路が持つべき構造的必須特性は、通行料を徴収するための料金所の設置や、通行のためのヴィニェット購入の義務、のように国により異なる。
これらの道路は、欧州のすべての国において、高速道路の下の道路格として類別される。
アメリカ合衆国では、平面交差点のない上下線分離道路は、MUTCDにより、フリーウェイと定義し、一方、上下線分離であるが部分的に進入・退出を制御されている道路をエクスプレスウェイと定義している。
以下の表に、欧州の16か国の状況を示す。
| 欧州のスーペルストラーダ |          |                                                             |                 | |                  |
| 国                       | 開始標識 | 最高速度 (km/h)                                             | 通行料          | 法規上の公式名称 | 上下線分離化規定 |
| オーストリア             | 又は     | 100/130                                                     | あり (vignetta) | オーストリアの道路規格にはスーペルストラーダ(シュネルシュトラーセ(独: Schnellstraße))は含まれておらず、高速道路(アウトシュトラーセ(独: Autostraße))もしくはアウトバーン(独: Autobahn)と識別される。スーペルストラーダ(シュネルシュトラーセ)としては上下線分離は必須ではないが、高速道路、スーペルストラーダのどちらも他の道路と十字の平面交差は持たない。スーペルストラーダ(シュネルシュトラーセ)は記号Sで示され、記号Aで示される高速道路(アウトシュトラーセ)と区別される。 | なし/あり        |
| デンマーク               |          | 90                                                          | なし            | Motortrafikvej(モーターウェイ) | なし             |
| フィンランド             |          | 100                                                         | なし            | Moottoriliikennetie(モーターウェイ) | なし             |
| フランス                 |          | 110                                                         | なし            | 自動車専用道路の標識は、構造的な特徴の観点から道路の種類を特定するものではない。したがって、この標識は、上下線の分離・非分離、交差点の有無に関係なく設置されうる。その標識は特に明示されていない限り許容最高速度は110キロメートル毎時(以下 km/h と表記する)であることも暗示している。 特定の地点でのみ進入・退出が可能で、通過が制限されている(必須ではない)道路は、道路規格ではroute express(高速道路)と定義されている。 | なし             |
| ドイツ                   |          | 100/無制限                                                  | なし            | 自動車専用道路(クラフトファールシュトラーセ(独: Kraftfahrstraße))の標識は、構造的な特徴の観点から道路の種類を特定するものではない。したがって、この標識は、上下線の分離・非分離、交差点の有無に関係なく設置されうる。 シュネルシュトラーセ(独: Schnellstraße)とシュネルフェアケーアスシュトラーセ(独: Schnellverkehrsstraße)という言葉は同義語であり、これらは一般的に速い速度で走行する道路を示す為の口語用語である。 片側2車線以上の上下線分離の郊外道路は、標識に使われる色から口語では"黄色い高速道路"(ゲルべ・アウトバーン(独: Gelbe Autobahn))、もしくは、"高速道路のような道路"(アウトバーンエンリヒェ・シュトラーセ(独: autobahnähnliche Straße))と呼ばれる。黄色い高速道路には通行規制がない場合がある。 | なし             |
| イタリア                 |          | 110                                                         | なし            | 主要郊外道路(タイプB) | あり             |
| イタリア                 |          | 90                                                          | なし            | 自動車専用道路の標識は、構造的な特徴の観点から道路の種類を特定するものではない。 したがって、この標識は、上下線の分離・非分離、交差点の有無に関係なく設置されうる。この標識は、高速道路と同じ基準に従う必要があることを規定している。 アウトストラーダと主要郊外道路以外の上下線分離道路は、平面交差点のない上下線非分離道路と同様に、自動車専用道路である場合があるが必須ではない。 | なし             |
| ノルウェー               |          | 90                                                          | なし            | Motortrafikkvei(モーターウェイ) | なし             |
| オランダ                 |          | 100                                                         | なし            | Autoweg(ハイウェイ) | なし             |
| ポーランド               |          | 100/120                                                     | なし            | Droga Ekspresowa(エクスプレスウェイ) | なし             |
| 英国                     |          | 60マイル毎時(以下 mph と表記する)(97 km/h)/70 mph(113 km/h) | なし            | Special road | なし             |
| チェコ共和国             |          | 130                                                         | あり (vignetta) | Silnice pro motorová vozidla(自動車専用道路)(Rychlostní silnice(ハイウェイ)) | あり             |
| スロヴァキア             |          | 130                                                         | あり (vignetta) | Rýchlostná cesta/Cesta pre motorové vozidlá(高速道路/自動車専用道路) | あり             |
| スロヴェニア             |          | 110                                                         | あり (vignetta) | Hitra cesta(ハイウェイ) | あり             |
| スペイン                 |          | 120                                                         | なし            | Autovía(上下線分離道路) | あり             |
| スペイン                 |          | 90                                                          | なし            | Vía para automóviles(自動車専用道路)(Vía rápida(高速車線)) | なし             |
| スウェーデン             |          | 90                                                          | なし            | Motortrafikled(モーターウェイ) | なし             |
| スイス                   |          | 100                                                         | あり(vignetta)  | 伊: Semiautostrada(半高速道路), 仏: semi-autoroute(半高速道路), 独: Autostrasse (高速道路) | なし             |

## イタリアのスーペルストラーダ

### 構造的分類と標識

#### 上下線分離道路
イタリアでは、アウトストラーダに分類されない上下線分離でかつ片側2車線以上の道路は、しばしばスーペルストラーダと呼ばれる。しかし、この名称はイタリアが発行している公式な規定には示されていない。
イタリアの道路交通法は、上下線分離道路を3種に分類している。
- タイプA - アウトストラーダ:

アウトストラーダの開始標識

上下線分離もしくは分離帯で区切られた、片側2車線以上の道路。左側は舗装された路肩、右側は緊急車線または舗装された路肩があり、平面交差はなく、私有地からもアクセスできないよう隔離されている。自動車専用道路であり、開始標識と終了標識を備える。サービスエリアとパーキングエリアを備え、それらの施設には減速レーンと加速レーンでアクセスする。
- タイプB - 主要郊外道路:

主要郊外道路の開始標識

自動車専用道路の標識

道路交通法上では、タイプA(アウトストラーダ)の規定に類似しているが、アウトストラーダと比較して、いくつかの構造的・実用的な違いがある。例えば、最低道路幅員、標識の色、乗用車と二輪車の最高速度(110 km/h )、曲率半径、緊急車線の有無、緊急電話の有無、などである。さらに、主要郊外道路には、アウトストラーダと異なり、通行料金の支払いがない。主要郊外道路には、アウトストラーダと同じ通行車種制限が適用される。
イタリアの道路規定によれば、主要郊外道路上に設置される標識の背景は、その他の一般道と同様に青色である。これは、形態が類似しており、標識の背景が緑色であるアウトストラーダと区別するためである。主要郊外道路の開始を示す標識は、アウトストラーダで使われているものと背景色以外は同一のオーバーパスの図柄である。この標識は、主要郊外道路の開始点の数百メートル前に事前予告として設置される場合には、この形式の道路の通行を許可されない車種を示す標識が併せて示される。
- タイプD - 都市内幹線道路:

上下線分離もしくは分離帯で区切られた、片側2車線以上の道路。タイプDの道路は右側道路端は舗装されており、緊急車線を持つこともあり、交差点は信号制御されている。これらの道路は、平面交差点があり、特に明記されていない限り最高速度は70 km/h であるため、スーペルストラーダとは言い難い。ただし、(タイプB道路とは異なり、道路法規はタイプD道路の制限を規定していないため、必須ではないが)通行車種に制限がある場合がある(通常、後述するタイプC道路と同様に自動車専用道路の標識が使用される)。これは原動機のない車両および歩行者の通行の禁止を意味するが、車両の最小出力制限は意味しない。

#### 上下線非分離道路
1+1型スーペルストラーダ(SSV - Strada a Scorrimento Veloce)

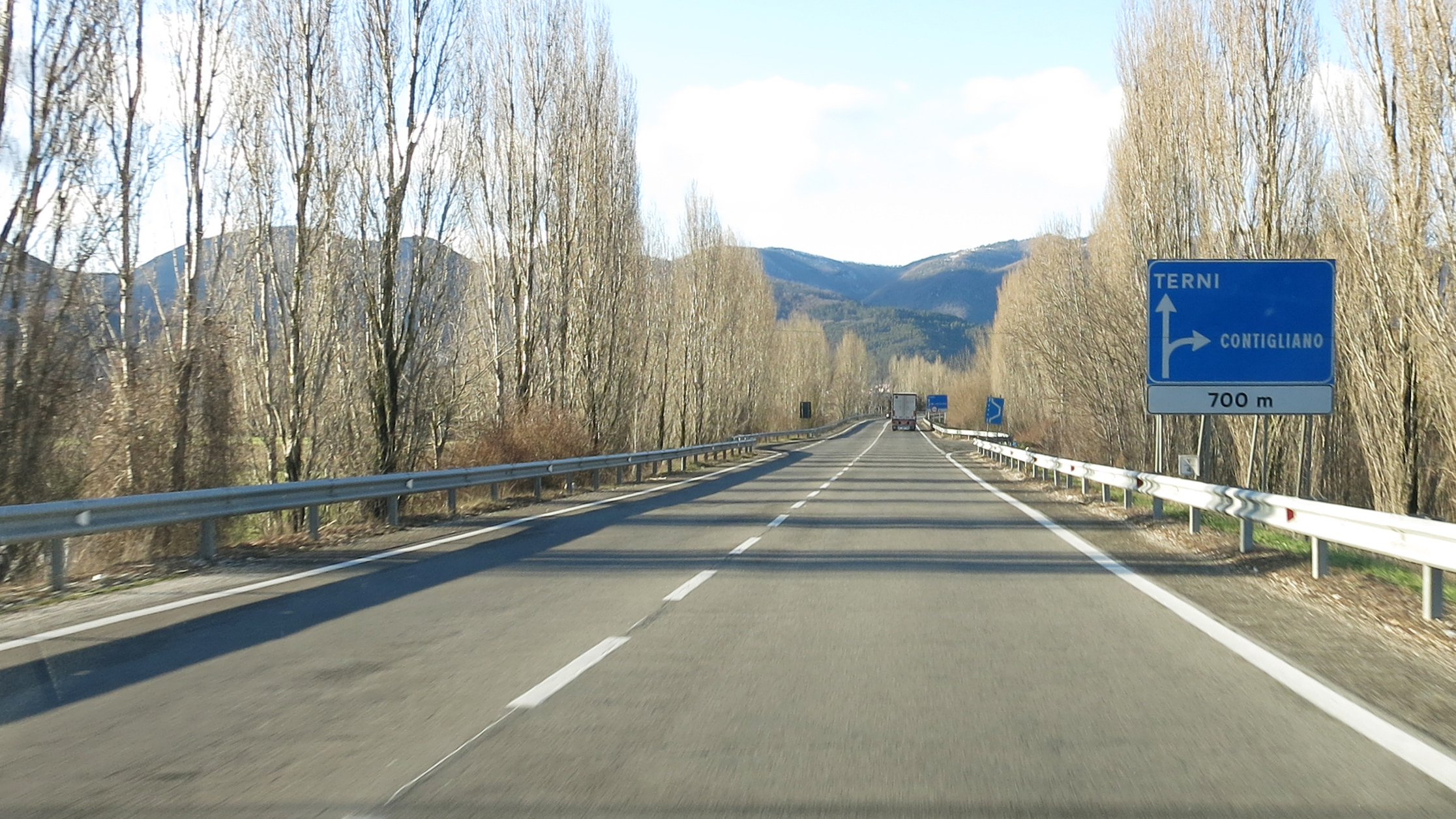
リエーティ - テルニ間のSSV(SS79)

主に自動車用に設計された道路の中で、イタリアでは、片側1車線の上下線非分離だが平面交差点のほとんどない道路もある。この種類の道路はしばしばSSV(Strada a Scorrimento Veloce)と呼ばれ、技術文書によく見られる名前であるが、イタリアの道路法規を含む公式法規にはこの名称も記載されていない。
この種の道路は、交通量を考慮すると上下線分離のスーペルストラーダを建設するのは少し過剰な地域の交通の便を改善するために、多くの場合、南部開発基金(Cassa per il Mezzogiorno)により、主にイタリア中南内陸部で造られた。一般道とアウトストラーダの間の中間レベルであり、費用を抑えることができ、かつ、十分なパフォーマンスを保証し、将来の上下線分離化にも適応可能である。
70年代までは、これらの道路は技術的および法的な特定の種別を持っておらず、高速走行用に作られているが一般道の一部とされていた。1980年に、技術的観点から、規定CNR 78/80により4型と5型として分類された。2001年から、この道路は2種郊外道路(タイプC)として分類されている。これは更にC1(交通量大)とC2(交通量小)にわけられている。想定されている道路幅員は、中央分離帯を除き、C1は10.5 m (車線幅3.75 m、路肩1.5 m )、C2は9.5 m (車線幅3.5 m 、路肩1.25 m )である。設計速度は60-100 km/h でなければならないが、いずれの場合でも制限速度は90 km/h を超えることはない。駐車は駐車帯でのみ許可されているが、タイプBとはことなり、この種の道路では、道路横の私有地からのアクセス路、および、当該道路と同等以下の道路(タイプC、E、F)との交差点を造ることが許可されている。交差点は十字交差またはラウンドアバウトの形態をとるが、一般的にはラウンドアバウトは使われず、限られた場合にのみ使われる。
SSVには通行車種規制がある場合とない場合がある。歩行者、自転車、馬車などの通行を許可する場合と許可しない場合がある。後者の場合には一般的には自動車専用道路の標識が使われ、原動機のない車両および歩行者の通行を禁止するが、車両の最低出力制限はない。
3車線型のスーペルストラーダ
過去には、イタリアの規定には上下線非分離の3車線の道路についても記載されていた。これは、各走行方向に一車線、および中央車線は双方向の車両が共用する追い越し車線という形態であり、交差点は、平面交差の場合と立体交差の場合の両方があった。この種類の道路は1950年代および1960年代に、一般道と幹線国道の間の中間レベルの幹線を構築するために使われていた。この形態は、アウレリア、フラミニア、サラーリア等の国道、および、アウトストラーダでも使われていた(例:A6)。しかし、時間と共に、中央車線の危険性が露見し(進行方向の異なる車両同士が中央車線で正面衝突する事故が多発)、次の10年でこの形態は徐々に使われなくなり、1980年代の初めまでには、既存の道路からもこの追い越し用中央車線は廃止された。

### 管理上の分類

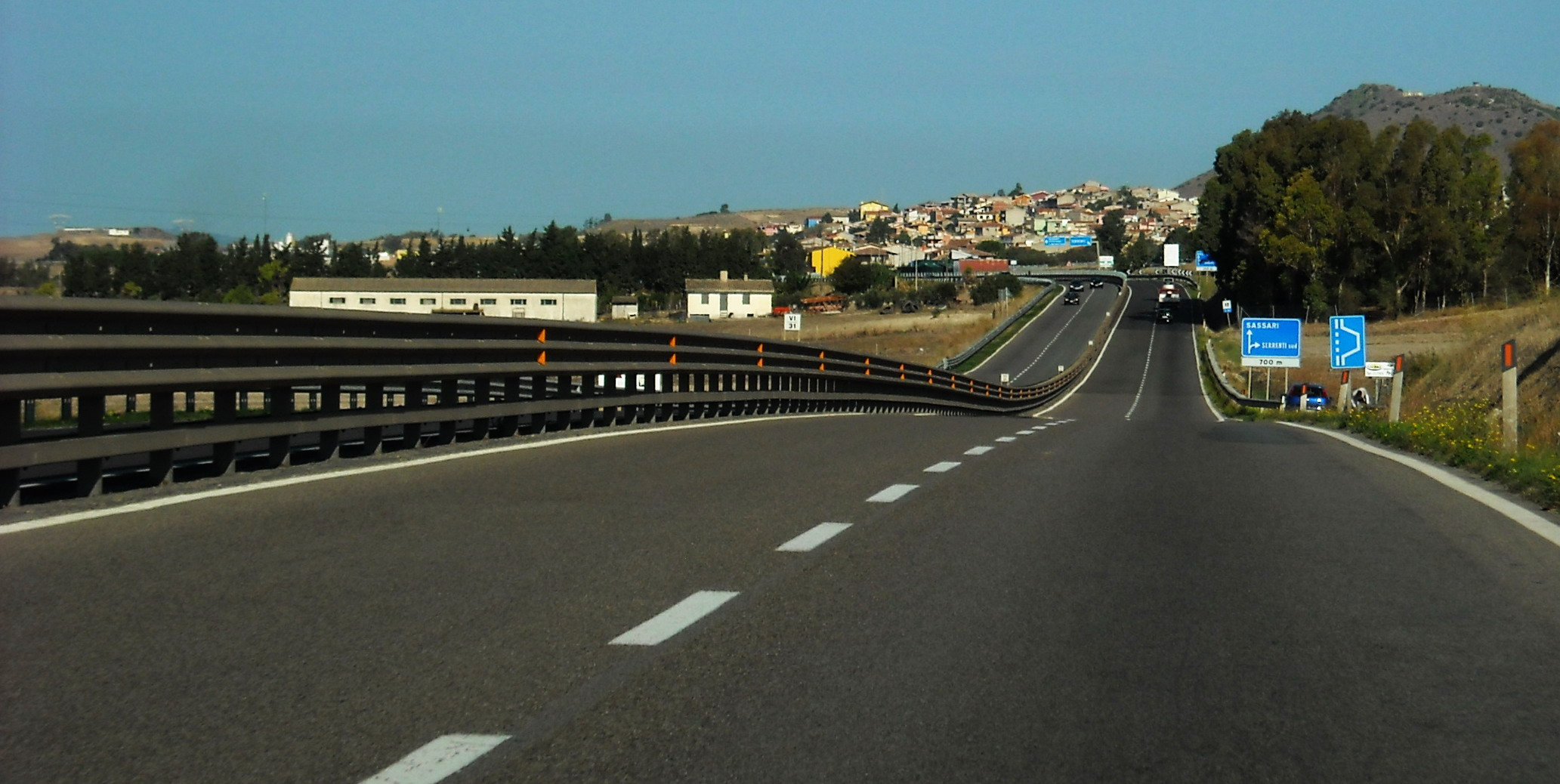
国道131号

主要郊外道路(伊: strada extraurbana principale)と第2種郊外道路(伊: strada extraurbana secondaria)という名称は構造上の名称であり、道路名には用いられていない。これらの道路は、国道(伊: strada statale)、地方道(伊: strada regionale)、もしくは県道(伊: strada provinciale)と管理者にもとづく名称がつけられている。
したがって、国道、地方道、もしくは県道は、構造的分類として主要郊外道路(伊: strada extraurbana secondaria)(タイプB道路)、第2種郊外道路(タイプC道路)、市街地道路(伊: strada urbana)(タイプD道路もしくはタイプE道路)と区間によりかわることがある。
市街地道路は、市町村が管理する道路であり、人名、地名などから適切な道路名を付与している(例: Via Adige)。
もし、人口1万人未満の居住地を通る市街地道路が国道、地方道、もしくは県道の一部であるならば、その部分は、国(ANAS)、地方、もしくは州が管理責任を持つ。

### 他の分類(SGCとRA)
- イタリアでは、国家的に重要ないくつかの道路は、ストラーダ・ディ・グランデ・コムニカツィオーネ((伊: Strada di grande comunicazione)(SGC)と呼ばれている。これはイタリアのツーリングクラブによる造語であり、1920年代からその地図や出版物で使用されている表現である[9]。1958年2月12日法律第126号[10] 、およびその改正1971年4月9日法律第167号[11]は、国道をSGCもしくは一般国道に分類した[注釈 6]。1982年8月12日法律531号[12]では、SGCは、アウトストラーダ、アルプストンネル、アウトストラーダ接続路、主要道路網を周辺国に接続する道路、国の重要交通路線を構築する道路(シチリアとサルディニアを含む)、地域間を接続する主要道路、第1種の海港と重要な空港を接続する道路、とされた[注釈 7]。SGCの例としては、フィレンツェ - ピサ - リヴォルノ、SGCイオニオ - ティッレーノ(国道682号イオニオ - ティッレーノ)がある。

- 他のスーペルストラーダ(たとえばSS 77、SS 613など）は、基準の変更(アウトストラーダとして分類される道路要件の引き上げ)もしくは単なるお役所仕事によってそれらが格下げされる前は、アウトストラーダ接続路( ラッコルド・アウトストラーダ - RA)と分類されていた。2018年時点では、RAとされる道路はまだ16路線ある。

SGCの記号は、A、SS、SR、SPなどの記号とは異なり、道路を特定するためには使われておらず、政府の資金調達目的等の政策文書などには使われている。そのかわりに記号RAが17の道路を特定するために用いられている。そして、これは行政的分類(SS、SR、SP)でもアウトストラーダ(A)のような構造的な分類でもない唯一の事例である